# Andrzej Grabowski (prawnik)
Andrzej Grabowski – polski prawnik, profesor doktor habilitowany nauk prawnych, kierownik Katedry Teorii Prawa na Wydziale Prawa i Administracji Uniwersytetu Jagiellońskiego, specjalista w zakresie teorii prawa.

## Życiorys
W 1988 ukończył studia prawnicze na Wydziale Prawa i Administracji Uniwersytetu Jagiellońskiego, a w 1992 studia w Europejskiej Akademii Teorii Prawa w Brukseli. Na macierzystym wydziale UJ w 1995 na podstawie napisanej pod kierunkiem Tomasza Gizbert-Studnickiego rozprawy pt. Sądowa argumentacja prawnicza (podejście pragmatyczne) otrzymał stopień naukowy doktora nauk prawnych w zakresie prawa, specjalność: teoria prawa. Tam też uzyskał w 2010 stopień doktora habilitowanego nauk prawnych w zakresie prawa, specjalność: teoria i filozofia prawa.
W latach 2000–2001 był stypendystą Fundacji Aleksandra von Humboldta.
W 2017 został profesorem nadzwyczajnym w Katedrze Teorii Prawa Wydziału Prawa i Administracji Uniwersytetu Jagiellońskiego. W 2023 otrzymał tytuł profesora.